# Parapholis incurva
El balliquillo (Parapholis incurva) es una especie de planta herbácea, perteneciente a la familia de las poáceas.

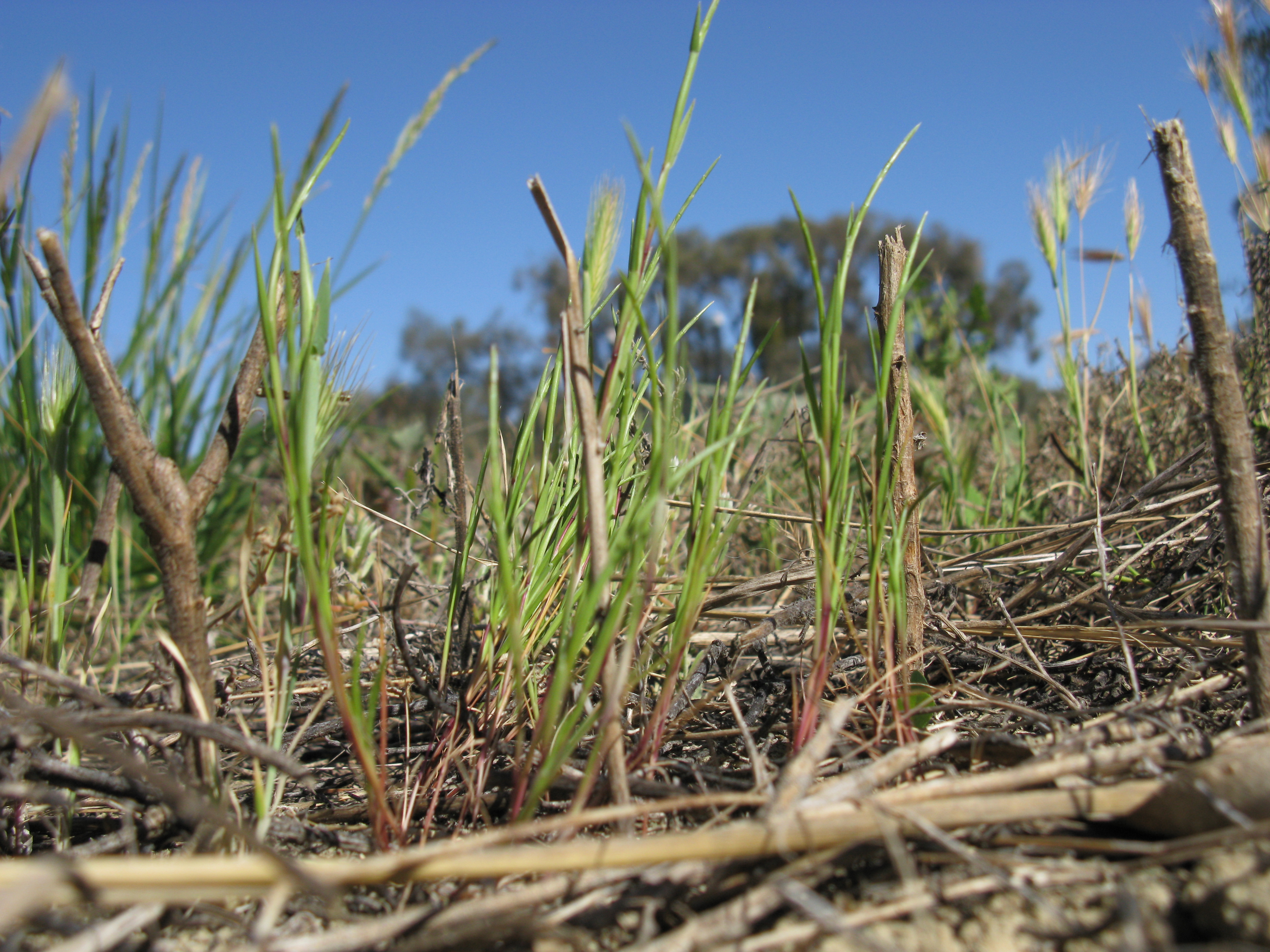
Vista de la planta

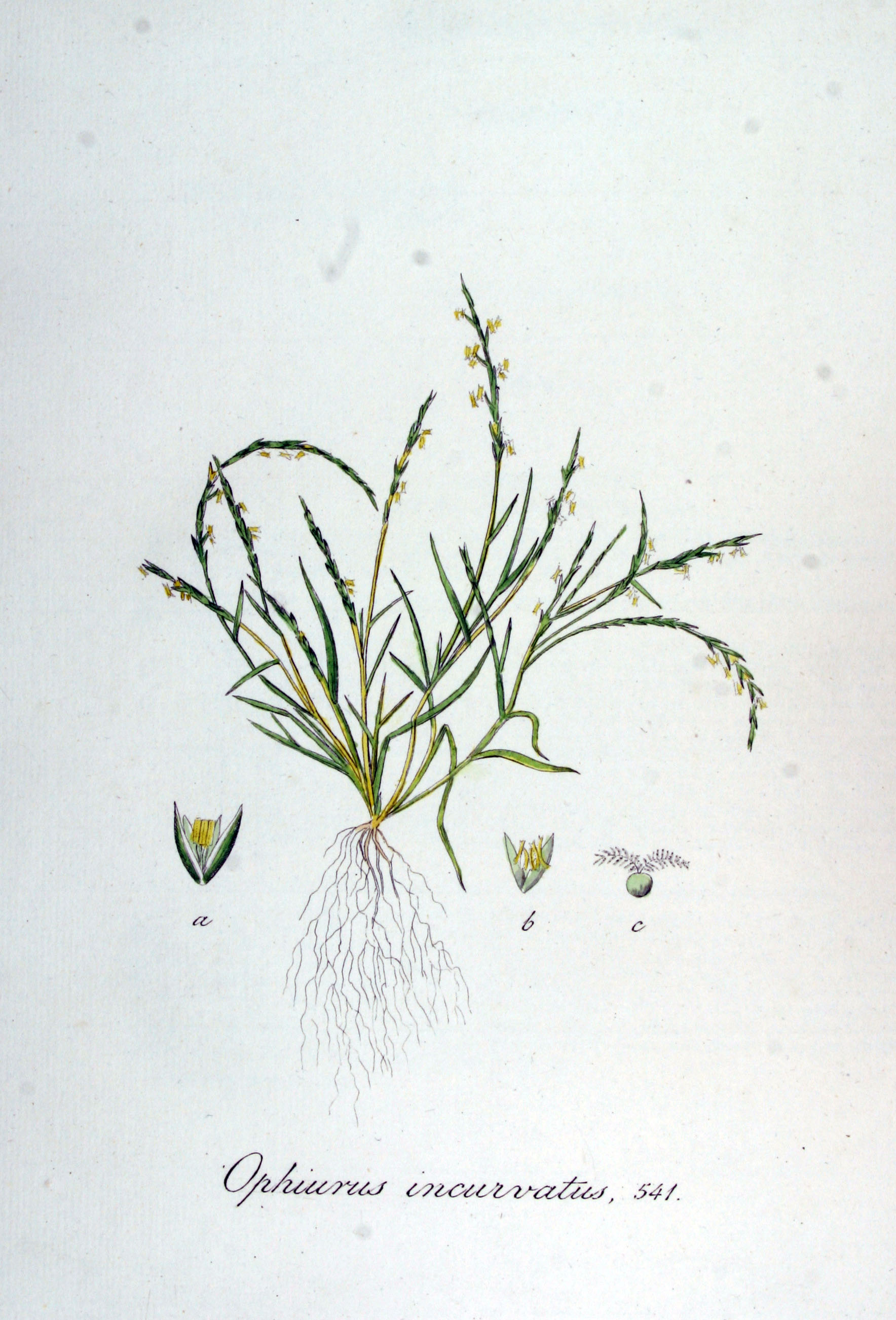
Ilustración

## Descripción
Son plantas cleistógamas con tallos que alcanzan un tamaño de hasta 10 cm de altura, generalmente decumbente-ascendentes, robustos. Hojas con lígula de 1 mm, frecuentemente bilobada y glabra; limbo de hasta 7 cm x 1,3 mm, generalmente conduplicado. Espiga de hasta 12 cm, en general marcadamente curvada, con hasta 19 espiguillas. Glumas de 4-6 mm, lanceoladas, sin quilla alada, coriáceas, con margen escarioso estrecho, glabras. Lema de 3-4,5 mm, tan larga como la pálea, con nervios laterales cortos. Anteras de 0,5-0,9 (-1,1) mm. Florece y fructifica de abril a junio.

## Distribución y hábitat
Se encuentra en  saladares. Frecuente en el Litoral, Marisma, Campiña Baja, Campiña Alta, Subbética, Grazalema. Distribución general. W y Sur de Europa, Norte de África, W de Asia, Macaronesia (Madeira y Canarias).

## Taxonomía
Parapholis incurva fue descrita por (L.) C.E.Hubb. y publicado en Blumea 3: 14. 1946.
Etimología
Parapholis: nombre genérico que deriva del griego para = (cercano) y Pholiurus (un género relacionado de hierbas); alternativamente, del griego para = (cercano) y pholis = (escama), en alusión a las glumas colaterales.
incurva: epíteto latino que significa "curvada".
Citología
Tiene un número de cromosomas de: 2n = 38.
Sinonimia
- Aegilops incurva L.
- Aegilops incurvata L.
- Agrostis incurvata (L.) Scop.
- Avena carmelii Boiss.
- Lepidurus incurvus (L.) Janch.
- Lepiurus incurvatus (L.) Dumort.
- Lepturus cylindricus var. incurvatus (L.) Hook.f.
- Lepturus filiformis var. incurvatus (L.) Hook.f.
- Lepturus incurvatus (L.) Trin.
- Lepturus incurvatus var. longiflorus Grossh.
- Lepturus incurvatus var. strictus Fr.
- Lepturus incurvus (L.) Druce
- epturus incurvus (L.) Farw.
- Lepturus incurvus subsp. incurvatus (L.) Briq.
- Nardus articulata L.
- Ophiuros incurvatus (L.) P.Beauv.
- Parapholis incurva subsp. longiflora (Grossh.) Tzvelev
- Parapholis longiflora (Grossh.) Mussajev
- Pholiurus incurvatus (L.) Hitchc.
- Pholiurus incurvus (L.) Schinz & Thell.
- Pholiurus incurvus (L.) A. Camus
- Pholiurus incurvus subsp. incurvatus (L.) Maire
- Pholiurus incurvus var. strictus (Fr.) A. Camus
- Rottboellia incurva (L.) Roem. & Schult.
- Rottboellia incurvata (L.) L.f.[6][7]